# 한익교
한익교(韓翼敎, 1886년 2월 24일 ~ ?)는 대한제국과 일제강점기의 관료 겸 금융인, 기업인으로, 본관은 청주이며, 본적은 경성부 소격동이다.

## 생애
사립중교의숙 영어과(1899년 10월 9일 ~ 1902년 7월 30일)와 사립낙연의숙(1902년 9월 3일 ~ 1904년 12월 10일)에 재학했으며, 1902년 8월 10일 혜민원 주사에 임명되었다. 1905년 관립일어학교를 졸업했고, 1906년 3월 26일 탁지부 주사로 임명되었다. 1908년 일본 오사카조폐국을 견습했고, 1909년 중앙금고와 제일은행 서기, 1910년 한국은행 서기로 근무했다.
1911년 한성은행 동막출장소 주임, 1912년 한성은행 대전지점 지배인대리, 1914년 한성은행 본점 지배인대리, 1917년 한성은행 본점 부지배인으로 근무했으며, 1920년 1월 23일부터 1926년 12월 24일까지 한성은행 이사 겸 지배인을 역임했다. 1921년부터 1942년까지 조선생명보험주식회사 이사(1921년 11월, 1923년 ~ 1942년), 경성가축주식회사 감사(1925년 ~ 1942년), 조선경남철도주식회사 감사(1932년 3월 ~ 1942년), 조선토지경영주식회사 감사역(1940년 12월) 등을 역임했고, 1920년 11월 20일과 1923년 11월 20일 경성부협의회원으로 선출되었다.
1920년 3월 조선실업구락부 이사, 1922년 11월 대정친목회 평의원으로 선임되었으며, 1925년 1월부터 1929년 5월까지 동민회 평의원을 역임했다. 1931년 7월부터 1940년 2월까지 조선실업구락부의 기관지인 월간 《조선실업구락부》의 편집 겸 발행인을 맡았고, 1932년 4월 조선실업구락부사 사장으로 선임되었다. 1939년 국민정신총동원조선연맹 평의원과 조선유도연합회 이사, 1941년 국민총력조선연맹 평의원(1941년 5월 ~ 1944년), 조선임전보국단 발기인 및 평의원(1941년 9월)을 역임했다.
1944년 2월 23일부터 1945년 8월 광복 때까지 조선총독부 중추원 참의를 역임했으며, 1944년 5월 조선실업보국회 감사 및 평의원으로 선임되었다. 조선실업보국회의 기관지인 월간 《조선실업보국》의 편집 겸 발행인(1944년 9월 ~ 1944년 12월)을 맡았으며, 광복 이후인 1949년 8월 반민족행위특별조사위원회 특별검찰부에 송치되기도 했다. 한국 전쟁 때인 1950년 8월 6일 납북되었으며, 1955년 6월 25일 생사불명기간 만료로 인해 실종 처리되었다.
친일파 708인 명단의 중추원 부문, 민족문제연구소의 친일인명사전 수록자 명단의 중추원 부문, 친일단체 부문, 친일반민족행위진상규명위원회가 발표한 친일반민족행위 705인 명단에 포함되었다.

## 참고자료
- 친일반민족행위진상규명위원회 (2009). 〈한익교〉. 《친일반민족행위진상규명 보고서 Ⅳ-18》. 서울. 937~953쪽.